# San Pietro Vernotico
San Pietro Vernotico község (comune) Olaszország Puglia régiójában, Brindisi megyében.

## Fekvése
Brindisi és Lecce között fekszik, a Salento területén.

## Története
Az első telepesek a vidéken Szent Bazil rendi szerzetesek voltak, akik a 8-9. században feléőítették a San Pietro Apostolo-templomot (Szent Péter Apostol-templom). A település 1808-ig nemesi birtok volt, felváltva birtokoloták a leccei és brindisi grófok. 

## Népessége
A lakosság számának alakulása:

## Főbb látnivalói
- Szent Péter apostol temploma, benne freskók a négy evangelistáról
- Chiesa Matrice (a "Szűznya temploma", 15. század)
- Torre Quadrata ("Szögletes Torony", 14. század)